# Леуново
 Тази статия е за селото в Северна Македония.  За селото в България вижте Левуново.  
Леуново или книжовно Левуново (на македонска литературна норма: Леуново; на албански: Leunova, Леунова) е село в Северна Македония в община Маврово и Ростуше.

## География
Селото е разположено в Мавровската котловина на източния бряг на Мавровското езеро.

## История
Църквата „Успение Богородично“ е от 1840 година. В църквата работят представители на дебърския резбарски род Филипови.
В XIX век Леуново е преобладаващо българско село в Гостиварска нахия на Тетовска каза на Османската империя. Според статистиката на Васил Кънчов („Македония. Етнография и статистика“) в 1900 Леуново има 900 българи християни и 55 арнаути мохамедани. Цялото население на селото е двуезично, но домашният език на християните е български.
В селото съществува българско училище. През учебната 1899/1900 година българското училище се посещава от общо 85 ученици, от които 20 ученички и 65 ученици с 1 учител.
Селото е разделено в конфесионално отношение. Според патриаршеския митрополит Фирмилиан в 1902 година в селото има 80 сръбски патриаршистки къщи. Според митрополит Поликарп Дебърски и Велешки в 1904 година в Леуново има 40 сръбски къщи. Според секретаря на Българската екзархия Димитър Мишев („La Macédoine et sa Population Chrétienne“) в 1905 година в Леуново има 720 българи екзархисти и 120 българи патриаршисти сърбомани. В селото работят българско и сръбско училище. Според секретен доклад на българското консулство в Скопие 79 от 117 християнски къщи (от общо 133 къщи) в селото през 1906 година под натиска на сръбската пропаганда в Македония признават Цариградската патриаршия.
При избухването на Балканската война в 1912 година трима души от Леуново са доброволци в Македоно-одринското опълчение. В 1913 година селото попада в Сърбия. Според Афанасий Селишчев в 1929 година Леуново е център на община от 2 села в Горноположкия срез и има 135 къщи със 747 жители българи и албанци.
Според преброяването от 2002 година селото има 6 души население – всички северномакедонци.
| Националност     | Всичко |
| северномакедонци | 6      |
| албанци          | 0      |
| турци            | 0      |
| роми             | 0      |
| власи            | 0      |
| сърби            | 0      |
| бошняци          | 0      |
| други            | 0      |

## Личности
Родени в Леуново
- Димитър Зограф, иконописец от XVI век
- Ксенте Богоев (1919 – 2008), председател на Изпълнителния съвет на Събранието на Социалистическа република Македония
- Нестор Аврамов, македоно-одрински опълченец, 1-ва рота на 1-ва дебърска дружина, ранен[13]
- Никола Радославов (1870 – ?), български просветен деец, в 1905 година завършил философия и педагогия в Софийския университет[14]
- Никола Стрезов, македоно-одрински опълченец; 1-ва рота на 1-ва дебърска дружина
- Петър Новакович Чардаклия (? – 1808), сръбски дипломат, участник в Първото сръбско въстание
- Саво Костовски (1925 – 1993), югославски партизанин и деец на НОВМ
- Тихомир Шарески (1921 – 2004), югославски партизанин и деец на НОВМ
- Филип Глигоров Матов, македоно-одрински опълченец; 26-годишен; 1-ва рота на 2-ра скопска дружина; 1.X.1912 г.  – 7.VI.1913 г. убит.
- Яне Атанасов (1853 – 1908), български опълченец и революционер